# Paul-André Gaillard
Pour les articles homonymes, voir Gaillard.
Paul-André Gaillard, né le 26 avril 1922 à Montreux et mort le 28 avril 1992 à Pully, est un chef d’orchestre suisse.

## Biographie
Docteur ès lettres de l'Université de Zurich, élève du professeur de composition Willy Burkhard, Paul-André Gaillard a enseigné l'histoire de la musique au Conservatoire et à l'Université populaire de Lausanne. Il fut directeur artistique des Rencontres chorales internationales de Montreux et chef des chœurs du Grand-Théâtre de Genève.